# Юготон
„Юготон“ е най-голямата звукозаписна компания и верига музикални магазини в бивша Югославия, базирана в Загреб, Хърватия. След разпадането на Югославия лейбълът продължава дейността си под името „Хърватия Рекърдс“.

## История
Компанията „Юготон“ е основана на 10 юли 1947 г., като наследява предприятието „Електрон“ в Загреб, основано през в 1937 г., национализирано в 1945 г. и закрито през 1947 г. През същата година излиза първата грамофонна плоча под номер J-1001 – записи на две народни песни, изпълнявани от Загребския мъжки квинтет: на първата страна – Ti tvoji zubići, на втората – Jedan mali brodić. Тогава „Юготон“ произвежда и галантерия, и козметика. Първото официално име на фирмата (още преди национализацията) е „Фабрика за грамофонни плочи и инструменти и пластмасова галантерия“ (Tvornica gramofonskih ploča i pribora, te galanterije iz plastičnih masa). През първите години от съществуването си компанията отпечатва около 33 хиляди грамофонни плочи. От 1956 г. компанията преминава към производство на 25-сантиметрови винилови плочи. Първите от тях са със записи на народни песни и едно соло – Pjeva vam Ivo Robić.
През 1957 г. компанията започва да издава сингли – винилови плочи със скорост на възпроизвеждане 45 об/мин и дългосвирещи плочи със скорост на възпроизвеждане 33 об/мин. През 1958 г. излиза първата плоча със стерео звук – Tam kjer murke cveto в изпълнение на квинтет „Арсеник“.
В края на 1959 г. в просторите на тогавашна Югославия „Юготон“ има първия си конкурент – белградската компания PGP RTB (по-късно е преименувана на PGP-RTS). Малко по-късно се появяват Suzy от Загреб, Diskoton от Сараево, ZKP RTLJ от Любляна.
С времето „Юготон“ започва да сключва договори с най-големите звукозаписни компании в света – Ар Си Ей, „Полидор“, „Дека Рекърдс“, EMI, „Мелодия“ и др. Следните записи са отпечатани по лиценз във фабриката в Загреб: Рик Астли, „Бийтълс“, Дейвид Боуи, Кейт Буш, „Дийп Пърпъл“, „Юритмикс“, „Айрън Мейдън“, „Крафтверк“, Джон Ленън, Мадона, Гари Мур, Мотли Крю, Елвис Пресли, „Пинк Флойд“, Public Image Limited, „Куийн“, „Ролинг Стоунс“, „Ю Ту“, „Уайтснейк“, Ким Уайлд, Юри Антонов и много други певци и групи.
Преди всичко компанията „Юготон“ е известна с издаването на албуми на музиканти и групи от бивша Югославия.

## „Хърватия Рекърдс“
През 1990 г. „Юготон“ е приватизиран. Започва разпадането на Югославия, така че новият председател на борда на директорите, хърватският композитор Джордже Новкович, преименува компанията на „Хърватия Рекърдс“. От този момент нататък компанията започва да се специализира в издаването на албуми предимно на хърватски музиканти.
Архивите на „Хърватия Рекърдс“ съдържат около 70 хиляди записи на песни на музиканти и групи от бивша Югославия.

## Югоносталгия
„Юготон“ безспорно е важна част от културата на бивша Югославия и един от елементите на югоносталгията.
Много интернет радио-телевизионни станции, работещи за хора, живели в бивша Югославия, се наричат „Юготон“. Те излъчват песни не само от бивша Югославия, но и от страни, образувани след разпадането на СФРЮ. Имената на изпълнителите на тези песни обаче невинаги съвпадат с имената на тези, чиито записи действително са издавани от „Юготон“.
Пример от различен вид е онлайн радио-телевизионната станция, наречена „Юготон“, която работи в югославската диаспора във Виена, Австрия. Тя излъчва музика от бивша Югославия, но също и от всички съвременни страни от СФРЮ, включително поп, рок и фолк. Тя обаче не е формално свързана с действителния „Юготон“ и не всички югославски артисти, представени в неговата програма, наистина са били част от този лейбъл.